# 玉蓮山
玉蓮山位於朝鮮民主主義人民共和國咸鏡南道的「赴戰高原」（부전고원）。

## 命名典故
遠望「玉蓮山」的山梁上之石塔，仿似鋪在綠色睡蓮毯上的白玉，因此被命名。

## 特殊天然景觀
朝鮮的「玉蓮山」有三大約天然風物可供欣賞：
- 石河：只能聽到水聲，卻看不到水面的長達數公里的石河。
- 石塔：形態奇特的乳白色花崗岩之石塔整齊被排列在山梁上：
  - 高約18至27米；
  - 形態有成「角錐形」或「城牆形」；
  - 山頂上一座、北麓兩座、南麓六座。
- 石海：近2平方公里面積的石海。

## 成因
- 約500萬年前，在新第三紀末期，發生地殼運動，「玉蓮山」一帶的地殼被舉起1,300米以上，使海拔2,164米的「玉蓮山」之山梁幾乎平坦，形成石塔。

- 若氣溫降至攝氏零下25度至35度以下時，岩石就會被凍破裂。在20,000至70,000餘年前的冰河時期末期，「玉蓮山」地區在1月分的平均氣溫均低於攝氏零下30度。因此，有了裂縫的岩塊發生凍破現象破裂了。而山梁一帶地勢平坦，所以形成了石海。現時石海約0.8公里長，2公里闊，鋪著高0.4至0.5米、寬0.7至0.8米、長1.5米的和高1至1.5米、寬1.5至2米、長2至2.5米或3米以上的岩塊。石海約70%已由植物覆蓋，其餘30%仍然裸露在地面形成了石海。

- 石河長約760米、寬約85米，連樹林覆蓋的部分都合起來，石河的實際長度應有3公里、寬度在下游約為160米、中游約為230至250米、上游約為280至320米左右，河面的石塊，跟山頂和山梁一帶的石塊類似。

## 其他朝鮮的名山
- 長白山（朝鮮稱：白頭山，백두산）
- 金剛山（금강산）
- 妙香山（묘향산）
- 七寶山（칠보산）
- 九月山（구월산）
- 玉蓮山（옥련산）
- 長壽山（장수산）